# 葉爾凡·葉孜木江
葉爾凡·葉孜木江（維吾爾語：ئىرپان ھېزىمجاننى‎‎，拉丁维文：Ërpan Hëzimjan、Erpan Ezimjan 或 Erfan Hezim；1999年1月14日—）是一名新疆維吾爾族足球運動員，司職前鋒。現時從中國足球協會超級聯賽江蘇蘇寧足球俱樂部租借至陝西長安競技足球俱樂部。

## 職業生涯
2013年，葉爾凡通過「英利直通拜仁青少年盃選拔賽」前往拜仁慕尼黑青年隊試訓，2014年入選U16國家隊。2015年，他代表國青隊參加「絲綢之路•華山盃」渭南國際青年足球錦標賽；同年，又代表烏魯木齊參加第一屆全國青年運動會，幫球隊獲U16組冠軍，名列射手榜第一。2017年代表新疆隊參加天津全運會男子U18足球附加賽，取得1勝2負的戰績，獲晉級正賽的資格。
葉爾凡最為人熟知的是於2017年5月在成都「熊貓盃」國際青年足球錦標賽上，他代表U19國青出戰匈牙利，以一記倒掛金鉤入球技驚四座。同年7月，他加盟江蘇蘇寧俱樂部，雙方簽約五年。
2018年4月，自由亞洲電臺報導了葉爾凡失踪的消息。據稱他年初在西班牙同杜拜接受訓練，後返新疆塔城探望父母期間被中國政府逮捕送入新疆再教育營，原因是他「曾經出國」。中国大陆在其官方平台发布辟谣，声称其在2018年4月至2019年2月期间正在随江苏苏宁足球俱乐部训练。他於2019年1月14日发布微博庆祝20岁生日，并重回大众视野，被租借至陝西長安競技足球俱樂部。

## 外部連結
- 葉爾凡7的新浪微博 （简体中文）
- YouTube上的Irfan (Ye Erfan) Impossible Bicycle Kick Goal! China U19 vs Hungary U19 （中文）